# Mulay al-Yazid ibn Muhammad
Mulay al-Yazīd ibn Muḥammad in arabo مولاي اليزيد بن محمد ‎? (Fès, 6 maggio 1750 – Fès, 23 febbraio 1792) fu il sesto sultano della dinastia alawide in Marocco dal 1790 al 1792.

## Biografia
Secondo figlio del Sultano Mohammed ben Abdallah, al quale si era ribellato nel 1769, facendo cadere il Paese in continui conflitti fino al 1790, quando, con la morte del padre, si autoproclamò Sultano. Al trono gli succedette nel 1792 il fratello Mulay Sulayman.
Yazid ebbe due figli, Brahim e Mulay Saʿīd, che non succedettero però al padre.
Secondo l'Enciclopedia Giudaica, fu un sultano particolarmente crudele. Fece appendere per i piedi per quindici giorni, dopo la loro morte, molti ebrei della città di Meknès. Qualche anno dopo fece cavare gli occhi a più di 300 notabili musulmani.
Il suo regno, seppure breve, segnò un cambio di direzione nelle relazioni diplomatiche, espellendo le delegazioni straniere, con l'unica eccezione di quella britannica.
Nel 1791 tentò, senza riuscirci, la conquista di Ceuta, dichiarando guerra alla Spagna.